# 3-Aminobenzaldeído
3-Aminobenzaldeído, 3-formilanilina, meta-aminobenzaldeído ou m-aminobenzaldeído é o composto orgânico aromático de fórmula C7H7NO e massa molar 121,14 g·mol−1. Apresenta-se como um sólido de ponto de fusão de 30°C. É classificado com o número CAS 1709-44-0 e PubChem 74366.
É um dos três isômeros aminobenzaldeído.
Forma um polímero de fórmula (NH2C6H4CHO)n, o poli(3-aminobenzaldeido), classificado com o número CAS 29159-23-7.

## Obtenção
A preparação de 4-aminobenzaldeido é realizada a partir de 3-nitrobenzaldeído,  por redução com cloreto de estanho II (estanoso) e ácido clorídrico concentrado.